# أليخاندرو كريستوفرسن
أليخاندرو كريستوفرسن (بالإسبانية: Alejandro Christophersen) هو مهندس معماري ورسام أرجنتيني وإسباني، ولد في 30 أغسطس 1866 في قادس في إسبانيا، وتوفي في 4 فبراير 1946 في بوينس آيرس في الأرجنتين.